# Cryptarius truncatus
Cryptarius truncatus är en fiskart som först beskrevs av Valenciennes, 1840.  Cryptarius truncatus ingår i släktet Cryptarius och familjen Ariidae. Inga underarter finns listade i Catalogue of Life.